# Список глав Мадагаскара
Список глав Мадагаскара включает лиц, являвшихся главой государства Мадагаскар после провозглашения в 1958 году автономной республики в составе Французского сообщества, ставшей независимой в 1960 году, а также монархов существовавшего в XIX веке единого Малагасийского королевства ()
В настоящее время главой государства является избираемый прямым голосованием на пятилетний срок (с правом однократного переизбрания) Президент Республики Мадагаскар (малаг. Filohan'i Repoblikan'i Madagasikara, и, полуофициально, фр. Président de la République de Madagascar). В действующей конституции, принятой в 2010 году, посту президента посвящены статьи с 45 по 62, по которым президент является гарантом нормального и непрерывного функционирования государственных органов, национальной независимости и территориальной целостности, следит за сохранением и уважением национального суверенитета как внутри страны, так и за её пределами, является гарантом национального единства.
Применённая в первых столбцах таблиц нумерация является условной. Также условным является использование в первых столбцах цветовой заливки, служащей для упрощения восприятия принадлежности лиц к различным политическим силам без необходимости обращения к столбцу, отражающему партийную принадлежность. Также отражён различный характер полномочий персон (например, единый срок нахождения во главе Малагасийской Республики Филибера Цирананы в 1958—1972 годах разделён на периоды, когда он являлся главой государства как Президент Временного правительства, затем как Президент Малагасийской Республики. Последовательные периоды полномочий одного лица (например, его же три президентские каденции, начинаемые в 1959, 1965 и 1972 годах), как правило, не разделены. В столбце «Выборы» отражены состоявшиеся выборные процедуры либо иные основания получения главой государства полномочий. Для удобства список разделён на принятые в историографии периоды истории страны. Приведённые в преамбулах к каждому из разделов описания этих периодов призваны пояснить особенности политической жизни страны.

## Языковая иантропоническаяситуация
Если с момента провозглашения независимости малагасийский и французский языки совместно имели статус официальных, то после 1975 года положение французского неоднократно менялось, он то исключался из национального документооборота и системы образования, то его использование частично или полностью восстанавливалось (единожды наравне с английским); статья 4 действующей конституции установила для малагасийского языка статус национального, для него же и для французского — статус официальных языков. В настоящем списке наименования государства, а в период Малагасийской Республики также и государственных должностей, приводятся на обоих языках, в иных случаях — только на малагасийском.
Традиционно малагасийцы многократно за свою жизнь меняли личное имя по множеству оснований. Новациями колониального периода стало приобретение ими христианских имён и переход традиционного имени в разряд фамилий, по большей части с одновременным сокращением их длины, что ретроспективно нашло отражение в обычном использовании позднейшими источниками, посвящёнными доколониальному времени, «укороченных» вариантов имён персон. Совпадающее написание имён на малагасийском и французском языках делает необходимой смешанную транскрипцию современных личных имён: французской по происхождению части — согласно принятым правилам передачи французского имени, малагасийской части — согласно рекомендациям практической транскрипции.

## Малагасийское королевство (1817—1896)
Малагасийское королевство (малаг. Fanjakan’i Madagasikara) — историческое государство, существовавшее на острове Мадагаскар в XIX веке. По заключённому 23 октября 1817 года соглашению с британскими посланниками за монархом королевства Имерина (малаг. Fanjakan’Imerina) Радамамандзакой I, присоединившим большую часть острова, признавался принятый им титул короля Мадагаскара (малаг. Mpanjakany Madagascar). После смерти проводившего политику открытости в отношении европейских держав короля (и, в частности, переведшего национальную письменность с арабской на латинскую графику), непродолжительную борьбу за престол выиграла одна из его 12 вдов, опиравшаяся на традиционалистов, которая приняла тронное имя Ранавалуманзака I. Она запретила деятельность христианских миссионеров, преследовала принявших христианство малагасийцев, ограничила присутствие европейцев прибрежными районами и приравняла их в обязанностях к своим подданным. Унаследовавший престол её сын, принявший тронное имя Радама II, напротив, за своё продолжавшееся менее полутора лет правление провозгласил свободу вероисповедания, открыл Мадагаскар для иностранцев и заключил договоры о дружбе и торговле с Францией и Великобританией. В результате заговора знати и офицерства, недовольных европеизацией, он был задушен во дворце 12 мая 1863 года.
По решению совета знати на престол на следующий день была возведена одна из вдов Радамы II, принявшая тронное имя Расухеринамандзака, подписавшая условия, по которым реальная власть перешла к правительству и лично премьер-министру. Занимавший этот пост Райнивунинахитриниуни спустя несколько недель стал супругом королевы, но 14 июля 1864 года по её договорённости с главнокомандующим армией Райнилайаривуни, младшим сводным братом Райнивунинахитриниуни, королева назначила его главой правительства, а после развода с Райнивунинахитриниуни и его изгнания вступила в брак с Райнилайаривуни. В последующем он становился супругом двух её преемниц: другой вдовы Радамы II (и кузины Расухеринамандзаки), принявшей тронное имя Ранавалумандзака II (1868 год), и её племянницы, принявшей тронное имя Ранавалумандзака III (1883 год), фактически единолично управляя страной в качестве премьер-министра до 1895 года.
В результате Первой франко-малагасийской войны (1883—1885) по подписанному 17 декабря 1885 года и ратифицированному малагасийцами 10 января 1886 года договору правительство острова передало французам право представлять Мадагаскар во внешних сношениях. Итогом Второй франко-малагасийской войны (1894—1896) стал заключённый 18 января 1896 года договор, поставивший под французский контроль все сферы государственной жизни острова, а позже — провозглашение Национальным собранием Франции 6 августа 1896 года аннексии Мадагаскара. 27 сентября 1896 года Ранавалумандзака III была вынуждена подписать документы о передаче всей королевской собственности Франции, прежде чем её поместили под арест во дворце. 27 февраля 1897 года генеральный главнокомандующий оккупационным корпусом на Мадагаскаре Жозеф Галлиени изгнал её на Реюньон, а на следующий день официально упразднил монархию.
|        | Портрет | Имя (годы жизни)                                            | Полномочия      | Полномочия       | Династия               | Пр.           |
| Начало | Портрет | Имя (годы жизни)                                            | Окончание       |                  | Династия               | Пр.           |
| ------ | ------- | ----------------------------------------------------------- | --------------- | ---------------- | ---------------------- | ------------- |
| 1      |         | Радамамандзака I (ок. 1793 — 1828) малаг. Radamamanjaka I   | ок. 1817        | 27 июля 1828     | Имерина малаг. Imerina | [ 20 ]        |
| 2      |         | Ранавалуманзака I (1788—1861) малаг. Ranavalomanjaka I      | 3 августа 1828  | 16 августа 1861  | Имерина малаг. Imerina | [ 21 ] [ 22 ] |
| 3      |         | Радама II (1829—1863) малаг. Radama II                      | 16 августа 1861 | 12 мая 1863      | Имерина малаг. Imerina | [ 23 ]        |
| 4      |         | Расухеринамандзака (1814—1868) малаг. Rasoherinamanjaka     | 13 мая 1863     | 1 апреля 1868    | Имерина малаг. Imerina | [ 24 ] [ 25 ] |
| 5      |         | Ранавалумандзака II (1829—1883) малаг. Ranavalomanjaka II   | 2 апреля 1868   | 13 июля 1883     | Имерина малаг. Imerina | [ 21 ]        |
| 6      |         | Ранавалумандзака III (1861—1917) малаг. Ranavalomanjaka III | 13 июля 1883    | 27 сентября 1896 | Имерина малаг. Imerina | [ 26 ] [ 27 ] |

## Малагасийская Республика (1958—1975)

Герб (1958—1975)

Малагасийская Республика (малаг. Repoblika Malagasy, фр. République Malgache, с 1965 г. — фр. République Malagasy) была провозглашена как автономное государство в составе Французского сообщества 14 октября 1958 года. Этому предшествовала победа сторонников союза с Францией на состоявшемся 28 сентября 1958 года референдуме (являвшемся частью французского плебисцита по одобрению конституции Пятой республики). Её главой стал занимавший с 30 июля 1958 года пост Президента Совета правительства (фр. Président du Conseil du Gouvernement) в заморской территории Мадагаскар и зависимые территории Филибер Циранана, ставший Президентом Временного правительства Малагасийской Республики (фр. Président du Gouvernement provisoire de la République Malgache). Созданная им в 1956 году Социал-демократическая партия Мадагаскара и Комор постепенно стала доминирующей политической силой.
29 апреля 1959 года Учредительное собрание (фр. l’Assemblée constituante) приняло конституцию, разработанную правительством, по которой глава государства (президент) возглавлял кабинет и обладал полнотой исполнительной власти; осуществляющий непосредственное администрирование заместитель председателя правительства играл служебную роль. 1 мая коллегия, в которой парламентарии были дополнены провинциальными советники и делегатами от муниципалитетов, единогласно при одном воздержавшемся избрали на пост президента Филибера Циранану. 2 апреля 1960 года в Матиньонском дворце были подписаны франко-малагасийские соглашения о достижении независимости Малагасийской Республики, одобренные 14 июня парламентом острова; 26 июня независимость была провозглашена.
Политические протесты 1971—1972 гг., прежде всего крестьянские и студенческие, привели 15 мая 1972 года к началу всеобщей забастовки; президент Циранана 18 мая был вынужден распустить кабинет и, учредив пост главы правительства, фактически передать власть назначенному на него дивизионному генералу Габриэлю Рамананцуа. 8 октября 1972 года Рамананцуа организовал успешный референдум об установлении пятилетнего периода военного правления с роспуском парламента страны; 11 октября Циранана подал в отставку, продолжая называть себя «отстранённым от должности президентом республики». В условиях развивающегося кризиса и мятежей Рамананцуа официально передал 5 февраля 1975 года полномочия министру внутренних дел и командующему Национальной жандармерией полковнику Ришару Рацимандраве, однако 11 февраля тот погиб в результате обстрела его автомобильного кортежа. К утру из 18 офицеров был сформирован Военный руководящий комитет (малаг. Komitim-pitondrana Miaramila), президентом которого стал бригадный генерал Жиль Андриамахазу как старший по званию. 15 июня 1975 года по решению Комитета власть была передана Высшему совету революции (малаг. Filankevitra Faratampon’ny Tolompiavotana) во главе с капитаном Дидье Рациракой, после одобрения на состоявшемся 21 декабря 1975 года референдуме Хартии малагасийской социалистической революции и новой конституции 31 декабря была провозглашена Демократическая Республика Мадагаскар.
|         | Портрет      | Имя (годы жизни)                                                                     | Полномочия      | Полномочия      | Партия                                            | Выборы | Наименование поста | Пр.                  |
| Начало  | Портрет      | Имя (годы жизни)                                                                     | Окончание       |                 | Партия                                            | Выборы | Наименование поста | Пр.                  |
| ------- | ------------ | ------------------------------------------------------------------------------------ | --------------- | --------------- | ------------------------------------------------- | --- | --- | -------------------- |
| 7 (I—V) |              | Филибер Циранана (1912—1978) фр. и малаг. Filiber Tsiranana                          | 14 октября 1958 | 1 мая 1959      | Социал-демократическая партия Мадагаскара и Комор | [ комм. 24 ] | Президент Временного правительства Малагасийской Республики фр. Président du Gouvernement provisoire de la République Malgache                                                   | [ 48 ] [ 49 ] [ 50 ] |
| 7 (I—V) | 1 мая 1959   | Филибер Циранана (1912—1978) фр. и малаг. Filiber Tsiranana                          | 26 июня 1960    | [ комм. 26 ]    | Социал-демократическая партия Мадагаскара и Комор | Президент Малагасийской Республики малаг. Filohan’ny Repoblika Malagasy фр. Président de la République Malgache с 1965 г. фр. Président de la République Malagasy | | [ 48 ] [ 49 ] [ 50 ] |
| 7 (I—V) | 26 июня 1960 | Филибер Циранана (1912—1978) фр. и малаг. Filiber Tsiranana                          | 11 октября 1972 | [ комм. 25 ]    | Социал-демократическая партия Мадагаскара и Комор | Президент Малагасийской Республики малаг. Filohan’ny Repoblika Malagasy фр. Président de la République Malgache с 1965 г. фр. Président de la République Malagasy | | [ 48 ] [ 49 ] [ 50 ] |
| 7 (I—V) | 26 июня 1960 | Филибер Циранана (1912—1978) фр. и малаг. Filiber Tsiranana                          | 11 октября 1972 | 1965            | Социал-демократическая партия Мадагаскара и Комор | Президент Малагасийской Республики малаг. Filohan’ny Repoblika Malagasy фр. Président de la République Malgache с 1965 г. фр. Président de la République Malagasy | | [ 48 ] [ 49 ] [ 50 ] |
| 7 (I—V) | 26 июня 1960 | Филибер Циранана (1912—1978) фр. и малаг. Filiber Tsiranana                          | 11 октября 1972 | 1972            | Социал-демократическая партия Мадагаскара и Комор | Президент Малагасийской Республики малаг. Filohan’ny Repoblika Malagasy фр. Président de la République Malgache с 1965 г. фр. Président de la République Malagasy | | [ 48 ] [ 49 ] [ 50 ] |
| 8       |              | дивизионный генерал Габриэль Рамананцуа (1906—1978) фр. и малаг. Gabriel Ramanantsoa | 11 октября 1972 | 5 февраля 1975  | военный                                           | [ комм. 29 ] | Глава правительства малаг. Lehiben’ny Governemanta фр. Chef du Gouvernement | [ 51 ] [ 52 ]        |
| 9       |              | полковник Ришар Рацимандрава (1931—1975) фр. и малаг. Richard Ratsimandrava          | 5 февраля 1975  | 11 февраля 1975 | военный                                           | [ комм. 31 ] | Глава правительства малаг. Lehiben’ny Governemanta фр. Chef du Gouvernement | [ 53 ] [ 54 ]        |
| 10      |              | бригадный генерал Жиль Андриамахазу (1919—1989) фр. и малаг. Gilles Andriamahazo     | 12 февраля 1975 | 15 июля 1975    | военный                                           | [ комм. 33 ] | Президент Военного руководящего комитета малаг. Filohan’ny Komitim-pitondrana Miaramila                                                                                          | [ 55 ] [ 56 ]        |
| 11 (I)  |              | капитан Дидье Иньяс Рацирака (1936—2021) фр. и малаг. Didier Ignace Ratsiraka        | 15 июля 1975    | 31 декабря 1975 | военный                                           | [ комм. 35 ] | Президент Высшего совета революции, глава государства и правительства малаг. Filohan’ny Filankevitra Faratampon’ny Tolompiavotana, Filohampanjakana sady Lehiben’ny Governemanta | [ 57 ] [ 58 ] [ 59 ] |

## Демократическая Республика Мадагаскар (1975—1992)

Герб (1975—1992)

На состоявшемся 21 декабря 1975 года референдуме была одобрена Хартия малагасийской социалистической революции и новая конституция, согласно которой 31 декабря была провозглашена Демократическая Республика Мадагаскар (малаг. Repoblika Demokratika Malagasy, фр. République démocratique de Madagascar), а возглавляющий Высший совет революции Дидье Рацирака получил на семилетний срок президентские полномочия. Согласно Хартии только политическим силам, признающим её положения о социалистической революции, было разрешено участвовать в выборах и общественной жизни.
В 1991 году Рацирака столкнулся с сильной оппозицией, число участников антиправительственных демонстраций оценивалось до ста тысяч протестующих, сообщалось о 51 погибшем. 31 октября Рацирака подписал конвенцию «Панорама», передав большую часть полномочий заменившему Высший совет революции и Национальное собрание Высшему органу государственной власти (малаг. Ny vatana ambony indrindra amin'ny fahefam-panjakana) во главе с лидером оппозиции Альбером Зафи, призванному подготовить новые президентские выборы и разработать новую конституцию, вступившую в силу 18 сентября 1992 года, изменив название государства на Республика Мадагаскар.
|            | Портрет                                  | Имя (годы жизни)                                                      | Полномочия      | Полномочия       | Партия  | Выборы       | Наименование поста                                                                               | Пр.                  |
| Начало     | Портрет                                  | Имя (годы жизни)                                                      | Окончание       |                  | Партия  | Выборы       | Наименование поста                                                                               | Пр.                  |
| ---------- | ---------------------------------------- | --------------------------------------------------------------------- | --------------- | ---------------- | ------- | ------------ | ------------------------------------------------------------------------------------------------ | -------------------- |
| 11 (II—IV) |                                          | Дидье Иньяс Рацирака (1936—2021) фр. и малаг. Didier Ignace Ratsiraka | 31 декабря 1975 | 18 сентября 1992 | военный | [ комм. 40 ] | Президент Демократической Республики Мадагаскар малаг. Filohan’ny Repoblika Demokratika Malagasy | [ 57 ] [ 58 ] [ 59 ] |
|            | Авангард Малагасийской революции (АРЕМА) | Дидье Иньяс Рацирака (1936—2021) фр. и малаг. Didier Ignace Ratsiraka | 31 декабря 1975 | 18 сентября 1992 |         | [ комм. 40 ] | Президент Демократической Республики Мадагаскар малаг. Filohan’ny Repoblika Demokratika Malagasy | [ 57 ] [ 58 ] [ 59 ] |
| 1982       |                                          | Дидье Иньяс Рацирака (1936—2021) фр. и малаг. Didier Ignace Ratsiraka | 31 декабря 1975 | 18 сентября 1992 |         |              | Президент Демократической Республики Мадагаскар малаг. Filohan’ny Repoblika Demokratika Malagasy | [ 57 ] [ 58 ] [ 59 ] |
| 1989       |                                          | Дидье Иньяс Рацирака (1936—2021) фр. и малаг. Didier Ignace Ratsiraka | 31 декабря 1975 | 18 сентября 1992 |         |              | Президент Демократической Республики Мадагаскар малаг. Filohan’ny Repoblika Demokratika Malagasy | [ 57 ] [ 58 ] [ 59 ] |

## Республика Мадагаскар (с 1992)

Герб (1992—1998)

Герб (с 1998)

31 октября 1991 года президент Дидье Рацирака подписал конвенцию «Панорама», передав большую часть полномочий Высшему органу государственной власти (малаг. Ny vatana ambony indrindra amin'ny fahefam-panjakana) во главе с лидером оппозиции Альбером Зафи, призванному подготовить новые президентские выборы и разработать новую конституцию, вступившую в силу 18 сентября 1992 года, изменив название государства на Республика Мадагаскар (малаг. Repoblikan’i Madagasikara, фр. République de Madagascar). На прошедших 25 ноября 1992 года (1 тур) и 25 февраля 1993 года (2 тур) выборах победу одержал А. Зафи.
В 1996 году партия Рацираки организовала массовые демонстрации протеста против Зафи, обвиняемого в коррупции и злоупотреблении властью; 26 июля 1996 года Национальным собранием было принято решение об его импичменте, утверждённое 4 сентября Высоким конституционным судом, возложившим временные полномочия главы государства на премьер-министра Норбера Рацирахонану. В результате состоявшихся 3 ноября (1 тур) и 29 декабря 1996 года (2 тур) выборов президентом вновь стал Рацирака. В состоявшемся 16 декабря 2001 года 1 туре следующих выборов Марк Равалуманана с 46 % голосов опередил Рацираку с 40 %, после чего отказался от участия во 2 туре и направил в Избирательную комиссию заявление с требованием дисквалифицировать Рацираку за многочисленные нарушения избирательного законодательства (использование для своей кампании государственных ресурсов и служащих). 22 февраля 2002 года, в ходе массового митинга на столичном стадионе, Равалуманана провозгласил себя избранным президентом. Многомесячное противостояние завершилось 29 апреля провозглашением Высоким конституционным судом Равалумананы победившим в 1 туре кандидатом. Он повторно принёс президентскую присягу 6 мая 2002 года, а 5 июля Рацирака покинул страну.
В начале 2009 года страна находилась в социально-политическом кризисе. Лидером протестов, поддержанных частью армии, подавление которых привело к многочисленным жертвам, выступил мэр столицы Андри Радзуэлина. 17 марта 2009 года Равалуманана своим указом распустил правительство генерала Шарля Рабеманандзары и передал всю полноту исполнительных полномочий военному руководству (что одними было истолковано как отставка, а другими как государственный переворот). Ожидалось, что полномочия президента и премьер-министра примет военное правительство (малаг. Fitondrana Miaramila) во главе с вице-адмиралом Ипполитом Рамарусуном, старшим по званию и возрасту во всех родах войск. Однако спустя несколько часов военные отказались от его создания и по итогам своего совещания передали исполнительные полномочия Высшей переходной администрации во главе с Радзуэлиной, что было подтверждено решением Высокого конституционного суда от 18 марта 2009 года.
В сентябре 2011 года 10 из 11 главных политических движений Мадагаскара подписали поэтапный план, регулирующий управление страной в переходный период. В рамках соглашения, в марте 2012 года была образована независимая избирательная комиссия, включающая их представителей. К участию в состоявшихся 25 октября (1 тур) и 20 декабря 2013 года (2 тур) выборов Радзуэлина, как и другие бывшие главы государства, допущен не был, победителем стал Эри Радзонаримампианина. Для возможности баллотироваться на очередных выборах 7 сентября 2018 года он подал в отставку (временные полномочия были возложены на президента Сената Риву Ракутувау), но проиграл их Андри Радзуэлине.
Курсивом и серым цветом показан период от провозглашения Марком Равалумананой себя избранным президентом, до решения Высокого конституционного суда о признании его избрания.
|          | Портрет        | Имя (годы жизни) | Полномочия                      | Полномочия                      | Партия                                                                                | Выборы       | Наименование поста | Пр.                  |
| Начало   | Портрет        | Имя (годы жизни) | Окончание                       |                                 | Партия                                                                                | Выборы       | Наименование поста | Пр.                  |
| -------- | -------------- | --- | ------------------------------- | ------------------------------- | ------------------------------------------------------------------------------------- | ------------ | --- | -------------------- |
| 11 (IV)  |                | Дидье Иньяс Рацирака (1936—2021) фр. и малаг. Didier Ignace Ratsiraka                                                 | 18 сентября 1992                | 27 марта 1993                   | Авангард Малагасийской революции (АРЕМА)                                              | [ комм. 44 ] | Президент Республики малаг. Filohan’ny Repoblika                                                                       | [ 57 ] [ 58 ] [ 59 ] |
| 12       |                | Альбер Зафи (1927—2017) фр. и малаг. Albert Zafy                                                                      | 27 марта 1993                   | 4 сентября 1996                 | Национальный союз за развитие и демократию                                            | 1992—1993    | Президент Республики малаг. Filohan’ny Repoblika                                                                       | [ 72 ] [ 73 ]        |
| 13       |                | Норбер Лала Рацирахонана (1938—) фр. и малаг. Norbert Lala Ratsirahonana                                              | 4 сентября 1996                 | 9 февраля 1997                  | Выполняемая работа                                                                    | [ комм. 46 ] | Премьер-министр, глава государства и правительства малаг. Praiminisitra, Filohampanjakana sady Lehiben’ny Governemanta | [ 74 ] [ 75 ]        |
| 11 (V)   |                | Дидье Иньяс Рацирака (1936—2021) фр. и малаг. Didier Ignace Ratsiraka                                                 | 9 февраля 1997                  | 6 мая 2002                      | Столпы и фундаменты спасения Мадагаскара / Авангард за обновление Мадагаскара (АРЕМА) | 1996         | Президент Республики малаг. Filohan’ny Repoblika                                                                       | [ 57 ] [ 58 ] [ 59 ] |
| —        |                | Марк Равалуманана (1949—) фр. и малаг. Marc Ravalomanana                                                              | 22 февраля 2002                 | 6 мая 2002                      | независимый                                                                           | [ комм. 51 ] | Президент Республики малаг. Filohan’ny Repoblika                                                                       | [ 77 ] [ 78 ] [ 79 ] |
| 14       | 6 мая 2002     | Марк Равалуманана (1949—) фр. и малаг. Marc Ravalomanana                                                              | 19 января 2007                  | 2001                            | независимый                                                                           |              | Президент Республики малаг. Filohan’ny Repoblika                                                                       | [ 77 ] [ 78 ] [ 79 ] |
| (I—II)   | 6 мая 2002     | Марк Равалуманана (1949—) фр. и малаг. Marc Ravalomanana                                                              | 19 января 2007                  | 2001                            | Я люблю Мадагаскар                                                                    |              | Президент Республики малаг. Filohan’ny Repoblika                                                                       | [ 77 ] [ 78 ] [ 79 ] |
| (I—II)   | 19 января 2007 | Марк Равалуманана (1949—) фр. и малаг. Marc Ravalomanana                                                              | 17 марта 2009                   | 2006                            | Я люблю Мадагаскар                                                                    |              | Президент Республики малаг. Filohan’ny Repoblika                                                                       | [ 77 ] [ 78 ] [ 79 ] |
| 15       |                | вице-адмирал Ипполит Рахарисун Рамарусун (1951—) фр. и малаг. Hippolyte Raharison Ramaroson                           | 17 марта 2009 (несколько часов) | 17 марта 2009 (несколько часов) | военный                                                                               | [ комм. 54 ] | Президент военного правительства малаг. Filohan’ny Fitondrana Miaramila                                                | [ 80 ] [ 81 ]        |
| 16 (I)   |                | Андри Нирина Радзуэлина (1974—) фр. и малаг. Andry Nirina Rajoelina                                                   | 17 марта 2009                   | 24 января 2014                  | Молодые решительные малагасийцы                                                       | [ комм. 56 ] | Президент Временной переходной администрации малаг. Filohan’ny Fahefana Avon’ny Tetezamita                             | [ 82 ] [ 83 ]        |
| 17       |                | Эри Мартиаль Радзонаримампианина Ракуториманана (1958—) фр. и малаг. Hery Martial Rajaonarimampianina Rakotoarimanana | 24 января 2014                  | 7 сентября 2018                 | Новые силы для Мадагаскара                                                            | 2013         | Президент Республики малаг. Filohan’ny Repoblika                                                                       | [ 84 ] [ 85 ] [ 86 ] |
| и. о.    |                | Риву Ракутувау (1960—) фр. и малаг. Rivo Rakotovao                                                                    | 7 сентября 2018                 | 19 января 2019                  | Новые силы для Мадагаскара                                                            | [ комм. 58 ] | Исполняющий обязанности президента фр. Chef de l'État par intérim                                                      | [ 87 ] [ 88 ]        |
| 16 (II)  |                | Андри Нирина Радзуэлина (1974—) фр. и малаг. Andry Nirina Rajoelina                                                   | 19 января 2019                  | 9 сентября 2023                 | Молодые решительные малагасийцы                                                       | 2018         | Президент Республики малаг. Filohan’ny Repoblika                                                                       | [ 82 ] [ 83 ]        |
| —        |                | Правительство Кристиана Нтсая                                                                                         | 9 сентября 2023                 | 27 октября 2023                 | независимый                                                                           | [ комм. 60 ] | Временное коллегиальное управление фр. Collège exécutif intérimaire                                                    | [ 89 ]               |
| и. о.    |                | Ришар Равалуманана (1959—) фр. и малаг. Richard Ravalomanana                                                          | 27 октября 2023                 | 16 декабря 2023                 | независимый                                                                           | [ комм. 61 ] | Исполняющий обязанности президента фр. Chef de l'État par intérim                                                      | [ 90 ] [ 91 ]        |
| 16 (III) |                | Андри Нирина Радзуэлина (1974—) фр. и малаг. Andry Nirina Rajoelina                                                   | 16 декабря 2023                 | действующий                     | Молодые решительные малагасийцы                                                       | 2023         | Президент Республики малаг. Filohan’ny Repoblika                                                                       | [ 82 ] [ 83 ]        |